# グリーンヒル
『グリーンヒル』は、古谷実による日本の漫画。「週刊ヤングマガジン」誌上にて1999年29号から2000年 21・22合併号にかけて連載。
作者の商業誌連載第3作品目。バイクチーム・グリーンヒルを舞台に、面倒くさがりの大学生・関口やチームのリーダー・岡を中心に起こる様々な出来事を描いたギャグ漫画。

## 登場人物

### 主な登場人物
関口
19歳。道草大学の大学生。「超」がつくほどの怠け者で、目標も何も持たず、怠惰な生活を送っていた。偶然見かけた美女（ミドリちゃん）を目当てに、バイクチーム・グリーンヒルに入る。かなりいい加減な性格。愛車は持っていないが、岡から借りたカワサキ・ZZR1100などを乗る。
岡 ミドリ（おか ミドリ）
32歳。バイクチーム・グリーンヒルのリーダーで通称「リーダー」。スケベで及び腰。独身で無職のいわゆるニートだが、父が亡くなると遺産が5億円も入るほどの裕福な家庭に生まれたためワンルームマンションで余裕のある生活をしている。自宅で黒猫のイソを飼っている。ハゲでカツラをかぶり、太っており毛深くて容姿も醜いためかなりいじけた性格。自他共に認めるかなり情けない大人。その性格が災いしてか、様々な騒動を巻き起こす。恋愛や結婚に対してまったく自信がない。愛車はハーレーダビッドソン。チーム名は「グリーン」＝「みどり」、「ヒル」＝「丘」（「丘」と「岡」と掛けている）をもじったもの。
しのびだ
大学生。関口と同じ大学に通っている（関口と面識のある佐々木の側近をやらされていた）。グリーンヒルのメンバーで、チームロゴ入りのTシャツを着ていたため、関口が声をかけたことから関口はチームに参加することになる。小柄で童顔、数少ないチームの常識人。バイト先の同僚のかおりという女の子と両思い。愛車はホンダ・XL250S。
横田
関口と同年代の女の子。関口はバイクの免許を持っていなかったため、取得するために通った教習所で出会い、横田もグリーンヒルに参加する。溌剌とした性格で、岡に求婚されるなど騒動に巻き込まれる。実は初対面の時から関口に対し好意を持っており、後に半同棲するにいたる。愛車はハーレーダビッドソン・スポーツスター883。
伊藤 しげる（いとう しげる）
24歳。グリーンヒルの初期からのメンバー。小さな床屋を経営している。10歳年上の妻・よしえと長女・しげみ、長男・いく夫の4人家族。『僕といっしょ』の伊藤茂と同一人物だと思われるが関連は不明。筋金入りのスケベ。子供2人は彼そっくりの顔をしている。愛車はカワサキ・GPZ900R。
よしえと結婚する際に浮気したら睾丸を切り取り、それを肘に移植して変なウデで一生過ごすと約束している。浮気がバレて大きな病院を5～6ヶ所回ったが、全部で手術を断られてしまい、事なきをえる（許してはもらっていない）。
伊藤 よしえ（いとう よしえ）
しげるの妻。不美人で肥満体。17歳を自称するが「その2倍でしょ」と言われる。バイトの飯塚よしえの履歴書の写真を見て自分と同じ系統ととんでもない分析する。しげるの浮気現場に遭遇し、約束の手術のためしげるを病院に連行する。
伊藤 しげみ（いとう しげみ）
しげるとよしえの娘、いく夫の姉。酔って眠った横田に性的なことをしようとするしげるに気を遣う。車の当たり屋を行い小遣いを稼ぐ。マモルという男子に好意を抱いており、ロボットを欲しがる彼にロボ化したいく夫をプレゼントしようとする。
伊藤 いく夫（いとう いくお）
しげるとよしえの息子、しげみの弟。女装し和田アキ子の物真似をしているところをしげみに見られ、ロボット風の外見にされる。しげるの浮気現場で浮気はダメと止めるが現金で買収される。
ミドリちゃん
グリーンヒルのメンバーの巨乳美女。関口が初めて目にしたとき、チームのロゴ入りジャンパーを着ていた。しかし実のところ、チームは岡のグループと彼女の参加するグループで分裂しており、岡やしのびだ、伊藤とはまったくの別行動を取っている。メンバーからは「アホアホ性悪女」と評されているが、何故か関口には当たりが柔らかい。別グループの佐藤と結婚してしまい、関口は彼女への興味を失うことになる。愛車はカワサキ・ZZR1100。
佐藤
岡とは別グループのグリーンヒルのメンバー。職業はそば屋。キックボクシング経験あり。バイクを舐められるのが大嫌いで、運転中、車に意地悪をされると相手がヤクザだろうが何だろうがボコボコにする。一人でフラッと旅に出かけることがあり、いつも無表情なクールな男。口下手なのかボソボソとした口調。ミドリちゃんと結婚する。俗悪な人間ではなく、関口に対してもユーモアをもって接するなど心を開いた相手に対しては友好的。愛車はカワサキ・ZZR1100。

### その他の登場人物
塚
グリーンヒルの初期からのメンバー。伊藤しげると共に初登場するが、その後は登場せず一切の詳細不明。
サチコ
関口の旅先で高所から落下し気絶していた女性。病院に連れて来た関口は求婚するが、彼女には恋人と思しきペーくんという男性がいた。
服部
関口と同じ大学の大学生。ジャンケンが弱い。ジャンケンが強い関口を小学生の時の知り合いがやっているジャンケンを使った賭けに誘う。
絵里子の父
外見が濃い岡に変装して自転車で痴漢を行っていたところを岡に捕獲される。中学校の教頭を務めている。娘の絵里子を見た岡から娘を要求される。
絵里子
チカンの娘。自宅に彼氏の品田を連れて来る。
品田
絵里子の彼氏。彼の存在を絵里子の母は既に知っていたが、絵里子の父親は知らなかった。
かおり
しのびだと同じバイト先で働いている。ベリーショートカットの女性。しのびだの誕生日にカレーを作ってあげる約束をしていた。後に彼と付き合い出す。
安田
29歳。コンビニのバイトをしているが定職についたことはない不細工な男性。「やればできた」「勉強すれば東大にも入れる｣「小っちゃい頃からやってればスポーツ選手にもなれた」など、ブサイクな容貌も含め「今の自分は本当の自分じゃない｣と信じる現実逃避と妄想の見本市のような男。だが本心では「今の自分が本当の自分」だと薄々気づいていて、時々その現実に恐怖している。本作品の世界観を象徴するような完全無欠のダメ人間。
毎日毎日、エロ本とバナナをカツラを付けたり外したりして購入する岡に説教をする。岡と同じくハゲておりカツラを着用していた。
黒田
バイクチーム・ass（アス）のリーダーだがバイクを持っていない。バイクを買うと言って2年が経つ。あけみという彼女がいるかのように振る舞う。林からグリーンヒルの話を聞き、グリーンヒルのリーダーに接触を図る。
林
バイクチーム・assのメンバー。バイクを持っていない黒田を3年間、自分のバイクの後ろに乗せている。グリーンヒルの話を聞き、羨ましがる。
橋本
岡の向かいのマンションの住人。自分の子供達に狐の化粧をしマンションのベランダに掴まらせて憑いたキツネを落とそうとしていた。訪ねて来た岡に大きなキツネが憑いていると言い、湯原を紹介する。
湯原
橋本から先生と呼ばれる。岡のキツネを落とすにはお祓い料80万円ととても邪悪な2人が必要だと言う。岡は女性外人と乱行をした関口としげるの2人を彼の元に連れて行く。稲荷寿司を竿で吊ったもので除霊の儀式を行う。
飯塚 よしえ
20歳。バイトの募集を行なっていたしげるの床屋に面接に来る。服の上から胸の大きさを見たしげるから即採用される。中学生の妹がいる。採用から一週間後に殴られ過ぎて体がもたなくなったしげるにクビを通告されるが、浮気くらい問題無いとし、しげると性的な関係になる。浮気がバレた際にはしげるのせいにする。
田口 登
横田のバイト仲間。関口に今までで一番キツかったことを聞かれ、明日中国ブタと闘うことと話す。それを聞いた関口と横田は闘いを見に彼の実家へ同行する。彼は関口と横田に、実家の畑がブタによって荒らされケガ人が出たことと、凶作により貧困を余儀なくされ飼っていたブタのベッキーが父親に食べられそうになったためベッキーを裏山に放したと説明する。
斉藤
車やバイクのマフラーにジャガイモを詰めていた男子中学生。弟・スグルはひどいぜんそく持ちで近くを車が通るだけで咳が止まらなくなる。そんな弟と明日釣りに行く約束をしたと伊藤家の面々に説明する。クラスメイトの桂勝の生徒手帳と財布を偽装のために置いて伊藤家を後にする。
桂 勝
大きな家に住んでいる男子中学生、斉藤のクラスメイト。生徒手帳と財布を体育の時間に斉藤から盗まれる。斉藤からイタズラの犯人に仕立てあげられようとしていた。彼をポテト斉藤、マヌケ男と言う。
沢田
ハゲでデブでイジケててやけに年とってる男が好きな女子高校生。口元にほくろがある。伊豆の方で岡と出会う。獣医になることが小さい頃からの夢で、求婚する岡に大学を卒業するまで5年間待ってほしいと言う。

## 書籍情報

### 単行本
- 古谷実 『グリーンヒル』 講談社〈ヤンマガKC〉、全3巻
  1. 2000年2月3日初版発行（2000年2月1日発売）、ISBN 4-06-336849-1
  2. 2000年4月6日初版発行（2000年4月4日発売）、ISBN 4-06-336863-7
  3. 2000年7月6日初版発行（2000年7月4日発売）、ISBN 4-06-336882-3

### 文庫本
- 古谷実 『グリーンヒル』 講談社〈講談社漫画文庫〉、全2巻
  1. 2012年9月12日発売、ISBN 978-4-06-370888-2
  2. 2012年10月12日発売、ISBN 978-4-06-370890-5